# 韓国での日本大衆文化の流入制限
韓国での日本大衆文化の流入制限（かんこくでのにほんたいしゅうぶんかのりゅうにゅうせいげん）では、大韓民国（韓国）における日本の大衆文化の流入に対する規制について記述する。
韓国では自国文化の保護のため、また大日本帝国の韓国併合とその後の日本統治時代（1910年-1945年）の影響による国民感情を害するとして、日本の漫画や映画、音楽（邦楽、J-POP）など大衆文化を法令で規制してきた。
具体例としては、韓国のテレビ放送において日本語の歌詞を放送することの禁止、日本のテレビ番組を放送することの禁止等があるが、1998年から2004年にかけて合計4度にわたる文化開放措置によって、ほとんどの分野で規制が緩和された。
ただし、テレビ放送に関しては放送局の自主規制が一部で残っている（後述）。

## 経緯
かつて、韓国では建国時の初代大統領である李承晩政権以来、放送局において日本のテレビドラマ・日本映画、日本語の歌曲の放映が、法律で禁止または厳格に制限されていた。
韓国で日本語の歌は、芸術性が高い「歌曲」と「大衆歌謡」に区別され、「大衆歌謡」については1999年の法改正まで大田国際博覧会（1993年）など特例を除いて公演が禁止されてきた。
日本の大衆文化は禁止されていたが、実際には海賊版、地上波テレビ・ラジオのスピルオーバー、衛星放送、インターネットなどを通じて韓国に流入しており、法令自体が堅固なものではなかった。また「日本の大衆文化が禁止されているからこそ、私たちはより憧れを抱くようになった」という韓国人の意見もある。
韓国人のなかには、日本の大衆文化の流入を認めた場合、韓国のエンターテインメント産業が圧倒されてしまうと危惧する意見もあり、アニメ監督のカン・シンギルは1999年に「韓国と日本の文化の競争は、子供と大人の戦いのようなものです」と述べ、「自分たちに自信が持てるようになるまでは、文化の解禁を望んでいない」という意見もあった。
実際には、韓国が「日本文化に侵食される」という懸念は杞憂に終わり、日本文化開放後も漫画・アニメなど若年層向けのサブカルチャーの流行にとどまった。また、日本の大衆文化開放がその後の日韓の文化交流に良い作用をもたらし、2000年代以降の「冬のソナタ」ブームや韓国ドラマ・K-POPなど韓国コンテンツ産業の発展に繋がったとして肯定的に評価されている。

## 時系列
1987年、韓国は万国著作権条約に加盟。以降、日本からの書籍の版権輸入が本格化した。
1987年、ソウル88（パルパル）体育館（서울 88체육관）で開催された第4回PAX MUSICAにて、チョー・ヨンピルのバックバンドが「昴」（作曲：谷村新司）のメロディを演奏した。第二次世界大戦後の韓国で、日本人の作曲した楽曲が公に演奏されたのはこれが初のことであった。
1988年、アイドルグループ少女隊がソウルオリンピックのイメージソング「Korea」を日本語で歌唱し（韓国側の放送局の了解なしに日本語で歌ったゲリラ歌唱。公式には同年9月16日、ソウルオリンピック前夜祭での西城秀樹が最初）、韓国でもブレイクした。
1990年前後、韓国露天商によりX JAPANの「ENDLESS RAIN」が一日中どこでも流され、韓国メディアから「gilboard charts」（streetboard charts）と呼ばれていた露天商のチャートで大ヒットしX JAPAN旋風が巻き起こされた。
1992年には首都ソウル特別市で開催されたアジア太平洋映画祭で『遠き落日』『大誘拐 RAINBOW KIDS』など4本を、映画祭のスクリーンで一般公開した（日本映画として戦後初）。
1994年に日本でも人気のあった韓国人歌手の桂銀淑がソウルのロッテホテルにて行われたディナーショーについて、日本人観光客を対象としていたことから、桂が日本語の曲も歌えるように主催者のJTBが韓国政府に歌唱許可の申請をしたことを受けて、政府内で議論になったことが2025年3月に一般公開された公文書にて明らかになっている。
1998年（平成10年）10月には韓国大統領の金大中が来日し、国会衆議院本会議場での演説で「日本の大衆文化解禁の方針」を表明している。以降、日本の大衆文化を順次受け入れ始めた。日本映画の韓国での一般映画館公開第1号は、北野武監督の『HANA-BI』であった。
1999年（平成11年）日本語での音楽公演解禁第1号としてソウルで喜納昌吉のコンサートが行われた。同年7月最終週のKDJC誌のロック部門のチャートにおいて、日韓混成のロックバンド・Y2Kの「別れた後に」（朝鮮語: 헤어진 후에、歌詞は韓国語）が1位を獲得した。同年8月1日、釜山市で開催された「第1回アジアン・ロック・フェスティバル」で、ソウル・フラワー・ユニオンとValentine D.C.が日本語のロックを歌唱した。韓国において公開の場所で日本語のロックが歌唱されたのは、これが初のことであった。
同年11月20日に韓国で公開された岩井俊二監督の日本映画『Love Letter』が同月22日までにソウルで約10万人、全国推定で約25万人を動員してヒットした。
2000年（平成12年）7月12日・13日、PENICILLINがソウルのヒルトンホテルで計8000人規模のコンサートを開催。日本人アーティストの歌謡公演の席数制限が撤廃された後、韓国での日本人アーティストの大規模公演の第1号となった。
2001年（平成13年）に2002 FIFAワールドカップの開催記念として企画されたコンピレーション・アルバム『PROJECT 2002 The Monsters』が日本と韓国で発売。韓国において日本語詞の楽曲を収録したCDが公式に発売されるのはこれが初のことだった。
2002年（平成14年）5月30日にソウルワールドカップ競技場横特設ステージで開催された2002 FIFAワールドカップの前夜祭にてVoices of KOREA/JAPANのCHEMISTRYとSoweluが、日本語で「Let's Get Together Now」を披露。この模様はKBS・MBC・SBSで生中継された。戦後の韓国で初めて、日本語詞を含む楽曲が政府公認でメディアにフルコーラスで流れることになった。
2004年（平成16年）には、ケーブルテレビといった有料放送においてのみ、年齢制限付きで日本のテレビドラマの放映が解禁され、近年は日本のアーティストの音楽番組出演や日本のテレビドラマのリメイク並びに日本の小説・漫画を原作としたテレビドラマの製作が行われている。しかし、地上波テレビ放送においては日本語の楽曲の放映は放送局側が録画放送だけに限って実施し（後述）、日本のドラマやバラエティ番組放送は現在も「国民情緒に配慮して」規制している。
2004年1月1日、韓国での日本語詞のCD発売が全面解禁されるのと同日に、KICK THE CAN CREWが日本語詞のアルバム『GOOD MUSIC』を日本と韓国で同時発売した。
2004年6月3日に韓国で公開された映画『僕の彼女を紹介します』が韓国映画で初めてとなる日本語の挿入歌としてX JAPAN「Tears」を起用した。
2008年（平成20年）11月1日・2日に行われた嵐の韓国公演「ARASHI AROUND ASIA 2008 in SEOUL」は3万人を動員し、2024年8月時点で韓国におけるJ-POP公演の最多観客動員数を記録した。 
2010年（平成22年）9月10日にはSKE48が「2010ソウルドラマアワード」の授賞式に出演し、日本語で歌唱する姿が韓国の地上波で初めて生放送された。
2011年（平成23年）8月29日、日本の自由民主党党総務部会は民主党政権下（当時、菅第2次改造内閣）の野党であったが、自民党として正式に韓国の地上波で日本の番組が解禁されていない不公平を民間ベースでも追及するよう、同党所属の片山さつき参議院議員を通じ日本民間放送連盟の広瀬道貞会長に対して要請を行った。なお、2014年（平成26年）に開局したチャンネルWのように日本のテレビ番組などを放送する韓国内のケーブルテレビ向け専門チャンネルも存在する。
2023年（令和5年）7月12日、韓国文化体育観光部は日本で制作された映画作品やテレビ番組（ビデオスルーを含む）を韓国の動画配信サービスでも日本と同時に視聴できるように制度を改正したことを明らかにした。この改正は同年9月1日から施行された。これを巡っては同年6月にNetflixで世界配信されたドラマシリーズ『THE DAYS』が同サービスの展開国・地域の中では、韓国だけが50日遅れての公開となったため、物議となっていた。
2023年（令和5年）以降、YOASOBIや羊文学などといった日本のアーティストが韓国において、公演を行う事例が相次いでいる。これは動画配信サービスを経由した日本のテレビアニメの視聴により、アニメ番組とタイアップした日本のアーティストの楽曲に接する機会が増えたことが一因としている。

## 開放された日本文化

### 第1次開放（1998年10月20日）
- 日本の漫画
- 日本の4大国際映画祭受賞映画

### 第2次開放（1999年9月10日）
- 日本人アーティストによる2000席以下の歌謡公演（放送、レコードや映像作品・ビデオの販売は不可）
- 日本映画の解禁範囲拡大
- 日本の宗教団体の活動解禁

### 第3次開放（2000年6月27日）
- 国際映画祭で受賞した日本の劇場用アニメ
- 日本人アーティストによる歌謡公演の席数制限撤廃
- 日本のコンピュータゲームの内、テレビゲーム以外のゲームソフト
- 日本のスポーツ、ドキュメンタリー、報道番組の放送

### 第4次開放（2004年1月1日）
- 日本映画の全面解禁
- 日本の音楽レコード、CD、テープ等の販売
- 日本のテレビゲームの全面解禁

## テレビドラマと日本語歌謡曲の放送について
2011年2月23日には、韓国の鄭柄国文化体育観光部長官が地上波での放映が禁じられている日本のテレビドラマについても解禁に積極的な姿勢を示したが、そのコメントに対して文化体育観光省としての立場として「（鄭氏が）日ごろの考えを語ったもので、直ちに（開放措置を実施する）計画はない」と改めて反対のコメントをしている。
2024年時点では日本語楽曲や日本ドラマの放送に関して政府による法的な規制は存在しないとされるが、地上波テレビ局側の自主規制により、韓国放送公社（KBS）、文化放送（MBC）、ソウル放送（SBS）などの地上波テレビ局で放送されることはめったにない。

### 日本語歌詞の放送規制
2014年、K-POPガールズグループ『CRAYON POP』の新曲の歌詞に「日本語的な表現がある」として、韓国の公共放送「KBS」から「放送不適合」と判定された。
新曲「オイ」の中で、韓国語の「ピカポンチョク」という表現の中に日本語のオノマトペ「ピカピカ」の「ピカ」が入ったことが理由であるとKBSは説明している。
2018年、K-POPガールズグループIZ*ONEの楽曲「好きになっちゃうだろう?」（作詞：秋元康）がKBS、SBSによって放送不適合の認定を受けた。
一方で1990年代から2010年代にかけて、相次いで開局したケーブルテレビ向け放送局では前述の地上波における放送自主規制が無いことを活かして、日本語による楽曲の放映を積極的に行っている。
2004年6月9日、CJ ENM傘下のテレビ局「Mnet」にて放送された『プライムコンサート』で、東京エスムジカが「月凪」「陽炎」を日本語と韓国語で披露した。日本語音楽解禁後の韓国において、初めてテレビの音楽番組で日本語で歌唱した日本人アーティストとなった。
2023年9月21日には同じくMnetの音楽番組である『M COUNTDOWN』にYOASOBIが出演し、日本語で「アイドル」を披露した。
2024年4月から1か月間、毎日経済新聞傘下のテレビ局「MBN」で『韓日歌王戦』が放送され、住田愛子などの日本人歌手が出演し、日本でのヒット曲や名曲を日本語で披露した。同番組の好評を受けて、同局は同年5月に『韓日トップテンショー』も開始。こちらでも松崎しげるなどの日本人歌手が引き続き出演し、過去に日本でヒットした名曲を披露している。
同年には朝鮮日報傘下のテレビ局「TV朝鮮」の番組『ミスター・ロト』でも、かつて日韓両国で人気を博した韓国出身の演歌（トロット）歌手であるキム・ヨンジャが出演し、韓国のテレビ番組では初めて日本の歌を披露した。